# Pi1 Gruis

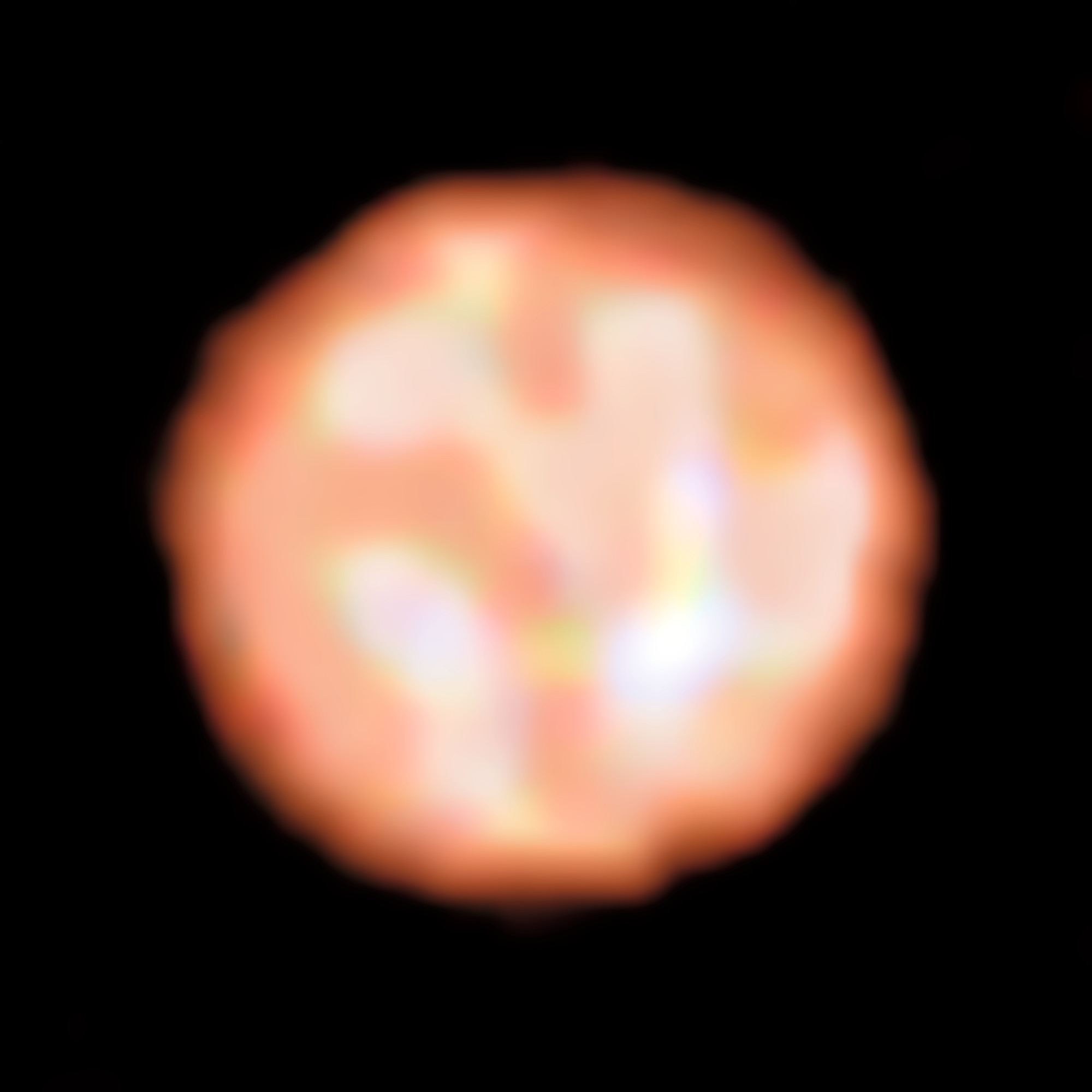
Utilizando el Very Large Telescope de ESO, un equipo de astrónomos ha observado, por primera vez de forma directa, los patrones de granulación en la superficie de una estrella fuera del Sistema Solar: la envejecida estrella gigante roja π1 Gruis. Esta nueva imagen, obtenida por el instrumento PIONIER, revela las células convectivas que conforman la superficie de esta enorme estrella. Cada célula cubre más de un cuarto del diámetro de la estrella y tiene un tamaño de cerca de 120 millones de kilómetros.

Pi1 Gruis (π1 Gru / 161 Gruis / HD 212087) es una estrella variable en la constelación de Grus, la grulla, de magnitud aparente media +6,14. Comparte la denominación de Bayer «Pi» con π2 Gruis, si bien ambas estrellas no están físicamente relacionadas. Pi1 Gruis se encuentra a 498 años luz del sistema solar.
Pi1 Gruis es una estrella de tipo S catalogada como S5,7e.
Es una variable semirregular cuyo brillo varía entre magnitud +5,4 y +6,7 en un ciclo de 150 días.
Junto a R Andromedae y R Cygni fue elegida como uno de los prototipos de la clase espectral S
y es una de las estrellas más brillantes de este grupo.
Puede tener un tamaño tan grande como 694 radios solares, equivalente a 3,2 UA, siendo su magnitud absoluta bolométrica -5,75.
De acuerdo a su posición en los diagramas color-color en infrarrojo, Pi1 Gruis entra dentro de la subclase C dentro de las estrellas intrínsecamente S, que incluye a estrellas con una densa envoltura circunestelar rica en oxígeno. Asimismo, Pi1 Gruis está clasificada como E (emisión de silicato) y SE (emisión de polvo de silicato rico en oxígeno).
Las observaciones de espectroscopia e interferometría concuerdan con la existencia de una fina envoltura de polvo localizada a una distancia de 14 veces el radio estelar. Con una temperatura de 700 K, estaría formada por partículas compuestas por un 70% de silicato y un 30% de aluminio amorfo. Puede existir una segunda envoltura de H2O+SiO a 1000 K extendiéndose desde la fotosfera de la estrella hasta 4,4 radios estelares.
Pi1 Gruis probablemente forma un sistema binario con una enana amarilla de tipo G0V y magnitud +10,9. Visualmente a 2,71 segundos de arco, no se ha observado variación en la separación durante más de un siglo.